# Val di Bove
La Val di Bove è una suggestiva valle di alta quota, di origine glaciale, ubicata nella parte centro-settentrionale del gruppo montuoso dei Monti Sibillini e dell'omonimo parco nazionale.
È chiusa tra il Monte Bove a nord ed est ed il Monte Bicco a sud, sud-ovest. È situata ad un'altezza che varia dai circa 1.300 m s.l.m. dell'imbocco della valle, fino agli oltre 1.800 m della testata che si trova sotto il crinale roccioso formato dalla cresta che unisce il Monte Bicco con il Monte Bove Sud. L'unico sbocco della valle è ad ovest, tra i contrafforti rocciosi di Croce di Monte Bove (Quinta Grande e Quinta Piccola) a nord, e la parte bassa del Monte Bicco a sud.
È caratterizzata da numerose doline che ne rivelano l'origine glaciale. Il territorio è costituito in gran parte da pascoli, interrotti da macchie di faggio e da alcuni rimboschimenti di conifere, piuttosto mal riusciti.
Val di Bove è raggiungibile da un sentiero che parte da Calcara, frazione di Ussita, e sale in mezzo a boschi di faggi fino all'imboccatura della valle, o da un camminamento che partendo dall'arrivo della seggiovia (Cristo delle Nevi) che parte da Frontignano, aggira la cresta del Monte Bicco e porta nella parte centrale della valle.
L'interesse alpinistico del luogo è prettamente invernale; il versante nord del Monte Bicco ed i canali situati sopra la testata della valle sono un terreno per gli amanti del ghiaccio, mentre nella parte inferiore delle placche rocciose del versante nord di Monte Bicco sono attrezzate alcune vie su roccia.